# قاموس کتاب مقدس
قاموس کتاب مقدس یک کتاب مرجع در زمینه اعلام و واژگان کتاب مقدس است که توسط جیمز هاکس مبلغ مسیحی گردآوری شده بود و برای چندین دهه تنها مرجع فارسی در این زمینه بود. دهخدا در لغت نامه خود، در مورد اعلام کتاب مقدس در هر مدخل به آن ارجاع داده‌است. این کتاب نخستین بار در مطبعه آمریکائی بیروت ۱۹۲۸م چاپ شده.
شامل لغات کتاب مقدس عهد عتیق (تورات) و عهد جدید (انجیل)، رسایل و نوشته‌های دینی اولیا، مذاهب یهود و مسیحیت است. ذیل هر لغت، شرحی از آن به همراه مرجع لغت آمده‌است. این مجموعه در یک جلد و به ترتیب حروف الفبای فارسی تدوین یافته و در سال ۱۳۷۷ توسط نشر اساطیر در تهران منتشر شده‌است.

## ناشران
مطبعه آمریکائی بیروت
نشر اساطیر
کتابخانه طهوری

## موضوع "پسر انسان"
در این کتاب به بررسی لغت "پسر انسان" (در نسخه انگلیسی Son of Man) نیز پرداخته شده است. هاکس اشاره می کند که كلمه پسر انسان 80 بار در انجيل آمده كه فقط 30 مورد آن با عيسی مسیح منطبق است. بعضی از نظریه پردازان مسلمان گفتند که 50 مورد باقی مانده می‎تواند از مصلح نجات دهنده‌ای سخن بگوید كه در آخرالزمان ظهور خواهد كرد. 